# Pawło Prychod´ko
Pawło Prychod´ko (ukr. Павло Приходько; ur. 6 lipca 1988 r. w Mikołajowie lub w Kijowie) – ukraiński wioślarz.

## Osiągnięcia
- Mistrzostwa Świata Juniorów – Amsterdam 2006 – czwórka ze sternikiem – 5. miejsce[1].
- Mistrzostwa Świata U-23 – Račice 2009 – czwórka ze sternikiem – 4. miejsce[1].
- Mistrzostwa Świata U-23 – Brześć 2010 – czwórka ze sternikiem – 7. miejsce[1].
- Mistrzostwa Europy – Montemor-o-Velho 2010 – czwórka bez sternika – 12. miejsce[1].